# غابي رييرا
غابي رييرا (5 يونيو 1985 بأندورا لا فيلا في أندورا - ) هو لاعب كرة قدم أندوري في مركز الهجوم. شارك مع منتخب أندورا لكرة القدم. أما مع النوادي، فقد لعب مع اتحاد سانتا كولوما الرياضي وسانت جوليا ونادي سانتا كولوما ونادي قادش ونادي أندورا لكرة القدم وCE Principat ‏ وCF Gimnástico Alcázar ‏ ونادي قادش ب ‏ وFC Rànger's ‏.

## وصلات خارجية
- غابي رييرا على موقع الاتحاد الدولي (مؤرشف)  (الإنجليزية)
- غابي رييرا على موقع الاتحاد الأوربي (الإنجليزية)
- غابي رييرا على موقع الاتحاد الأوربي (الإنجليزية)
- غابي رييرا على موقع قاعدة بيانات كرة القدم.إي يو (الإنجليزية)
- غابي رييرا على موقع ناشيونال فوتبول تيمز (الإنجليزية)
- غابي رييرا على موقع Soccerway.com (الإنجليزية)